# Alexander Grigorjewitsch Masur
Alexander Grigorjewitsch Masur (russisch Александр Григорьевич Мазур, wiss. Transliteration Aleksandr Grigor'evič Mazur; * 30. August/20. September 1913 in Popowka, heutige Ukraine; † 16. Dezember 2005) war ein sowjetischer Ringer.

## Werdegang
Alexander Masur betätigte sich als Jugendlicher zunächst als Zirkusartist. Im Zirkus lernte er auch das Ringen kennen. Nachdem er in die Sowjetarmee eingetreten war, wurde er in Moskau stationiert. Sein Verein war der Armeesportclub ZSKA Moskau. Bald gehörte der ausschließlich im griech.-römischen Stil ringende Alexander zu den besten sowjetischen Ringern im Schwergewicht. In den 1940er und 1950er Jahren entwickelte er sich dabei zum großen Konkurrenten des weltweit besten Schwergewichtsringers jener Jahre Johannes Kotkas aus Estland, der seit der Okkupation seines Landes durch die Sowjetunion im Jahre 1940 für die Sowjetunion startete. Die Duelle Kotkas/Masur gehörten über ein Jahrzehnt lang zu den Höhepunkten sowjetischer Meisterschaften. International wurde jedoch Kotkas Masur vorgezogen. Aus diesem Grunde kam Alexander Masur nur zur Teilnahme an einer Weltmeisterschaft und zwar im Jahr 1955, als er schon 42 Jahre alt war. Zu berücksichtigen ist dabei auch, dass die Sowjetunion erst 1947 Mitglied des Internationalen Ringerverbandes FILA wurde und sich erst seit 1952 an internationalen Meisterschaften beteiligt (Ausnahme Europameisterschaft 1947). Trotzdem wurde er 1955 bei der Ringer-Weltmeisterschaft in Karlsruhe Weltmeister im Schwergewicht und schlug dabei Bertil Antonsson aus Schweden, der im Jahre 1953 in Neapel Johannes Kotkas entthront hatte.
Alexander Masur beendete 1956 seine internationale Ringerlaufbahn, als er sich in der Sowjetunion nicht für die Olympischen Spiele 1956 qualifizieren konnte. Der Offizier der Sowjetarmee war danach noch häufig bis in die Mitte der 1960er Jahre als Kampfrichter bei Welt- und Europameisterschaften zu sehen.

## Internationale Erfolge
(WM = Weltmeisterschaft, GR = griech.-römischer Stil, S = Schwergewicht, damals über 87 kg Körpergewicht)
- 1953, 1. Platz, Welt-Jugendfestspiele in Bukarest, GR, S, vor Jaakko Virta, Finnland und Atanassow, Bulgarien;

- 1955, 1. Platz, WM in Karlsruhe, GR, S, mit Siegen über Reinhold Walz, Saarland, Kolu Kolew, Bulgarien, Hamit Kaplan, Türkei, Antonios Georgoulis, Griechenland, Josef Růžička, Tschechoslowakei und Bertil Antonsson, Schweden;

## Wichtigste Länderkämpfe
- 1950, Finnland – UdSSR, Schultersieg über Pauli Riihimäki,
- 1955, UdSSR – Schweden, Punktniederlage gegen Bertil Antonsson

## Sowjetische Allunions-Meisterschaften
(startberechtigt waren nur die Meister der Unionsstaaten)
- 1943, 3. Platz, GR, S, hinter Johannes Kotkas und Konstantin Koberidse,
- 1944, 3. Platz, GR, S, hinter Kotkas und Arsen Mekokischwili,
- 1945, 2. Platz, GR, S, hinter Kotkas und vor Mekokischwili

## Sowjetische Meisterschaften
- 1944, 1. Platz, GR, S,
- 1945, 1. Platz, GR, S, vor Kotkas und Mekokischwili,
- 1948, 2. Platz, GR, S, hinter Kotkas und vor Mekokischwili,
- 1949, 1. Platz, GR, S, vor Kotkas und Michail Strizhak,
- 1950, 2. Platz, GR, S, hinter Kotkas und vor Anatoly Bezdolya,
- 1951, 2. Platz, GR, S, hinter Kotkas und vor Karlis Brigmanis,
- 1952, 2. Platz, GR, S, hinter Kotkas und vor Feliks Bondur,
- 1953, 2. Platz, GR, S, hinter Kotkas und vor Anatoli Parfenow,
- 1954, 3. Platz, GR, S, hinter Parfenow und Kotkas